# Mogens Lykketoft
Mogens Lykketoft [ˈmɔːʊ̯ns ˈløɡəˌtʌfd] (Kopenhagen, 9 januari 1946) is een Deens politicus. Hij is lid van de Deense sociaaldemocraten, de Socialdemokraterne.

## Biografie
Mogens Lykketoft is de geadopteerde zoon van verfhandelaar Axel Lykketoft en Martha Lykketoft. Hij groeide op in Frederiksberg, een rijke gemeente in Kopenhagen. Lykketoft studeerde economie aan de universiteit van Kopenhagen en werd na zijn studie ambtenaar. In 1975 werd hij hoofd van het departement over de arbeidersbeweging bij het ministerie van Economie. Sindsdien leidde hij meerdere Folketing-gelieerde commissies zoals dat van belastingzaken.
Tussen 1993 en 2000 was Lykketoft minister van Financiën in de kabinetten onder premier Poul Nyrup Rasmussen. In 2000, tijdens het vierde kabinet-Rasmussen, werd Lykketoft minister van Buitenlandse Zaken. In december 2002 volgde Lykketoft Rasmussen op als leider van de Socialdemokraterne. Na de parlementsverkiezingen van 2005 verloren te hebben, trad Lykketoft af als leider. Na de parlementsverkiezingen van 2011 werd Lykketoft voorzitter van het Folketing, een functie die hij tot juli 2015 bekleedde gedurende de regeringsperiode van Helle Thorning-Schmidt.
Op 15 juni 2015 werd Lykketoft verkozen als voorzitter van de 70e Algemene Vergadering van de Verenigde Naties, welke sessie begon op 15 september 2015. Hij droeg deze functie een jaar later over aan de Fijiër Peter Thomson.

## Publicaties
Mogens Lykketoft schreef meerdere boeken over de politiek.
- 1973: Skattereform '78? - Belastinghervorming '78?;
- 1994: Sans og samling – en socialdemokratisk krønike - Verstand en samenleving - een sociaaldemocratische kroniek;
- 2006: Den danske model - en europæisk succeshistorie - Het Deense model - een Europees succesverhaal;
- 2006: Kina - China; samen met journalist Mette Holm geschreven.